# マルタ騎士団総長館
マルタ騎士団総長館（マルタきしだんそうちょうかん、マルタ語: Il-Palazz tal-Granmastru）は、マルタの首都バレッタにある宮殿。現在はマルタ大統領官邸となっている。

## 歴史
1530年からマルタを支配した聖ヨハネ騎士団の総長の館として建設された。1798年、ナポレオン・ボナパルトのエジプト・シリア戦役の過程で騎士団はマルタから追放された。1801年にイギリスの支配下に入り、宮殿はマルタ総督の官邸となった。
1921年、自治権が与えられ議会が設立されると官邸内に議場が建設された。1964年にマルタはイギリスから独立した。1974年、マルタは共和国となり、総督官邸はマルタ大統領官邸となった。2015年に新国会議事堂が完成し、議会は官邸から退去した。

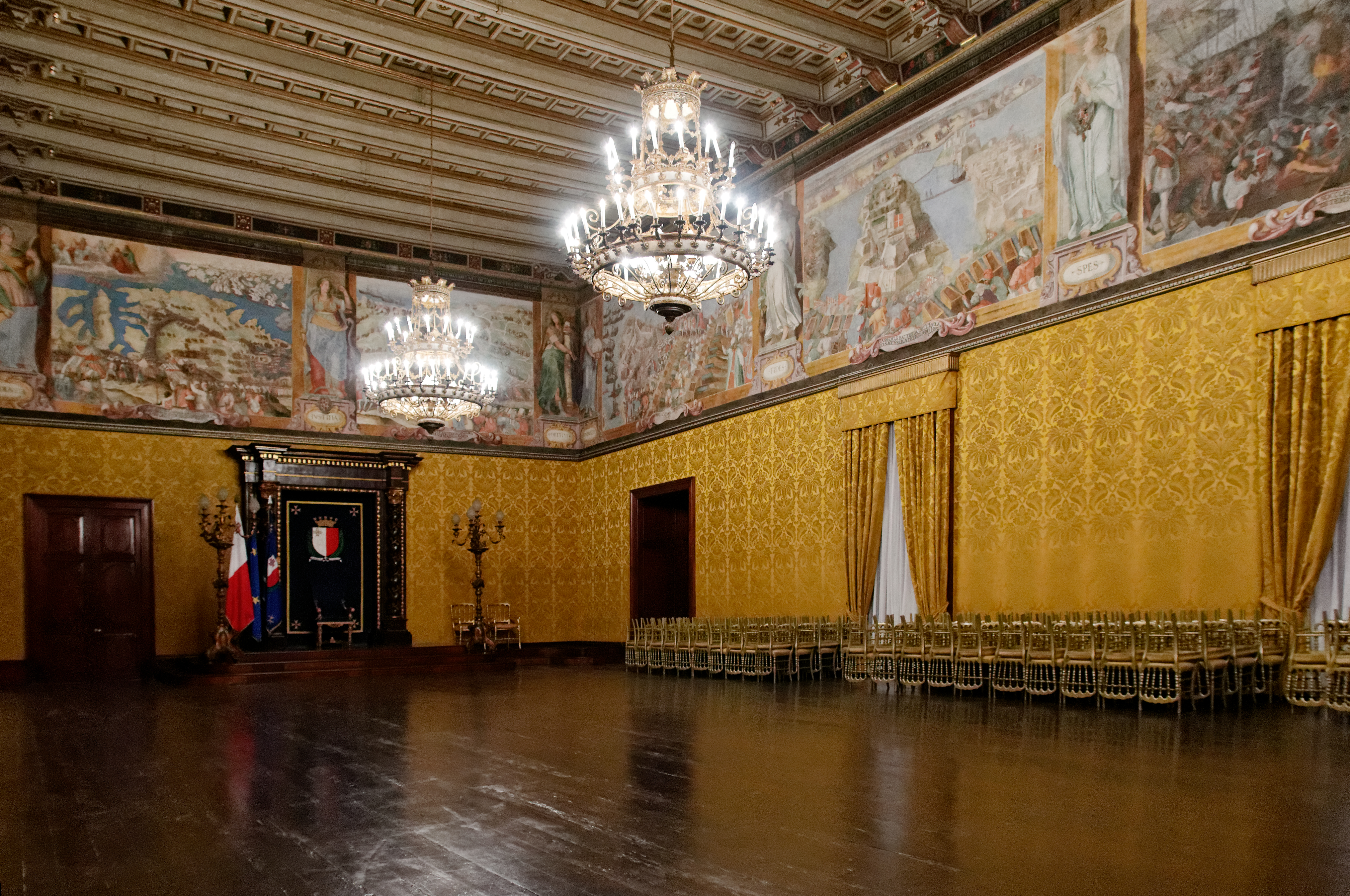
玉座の間
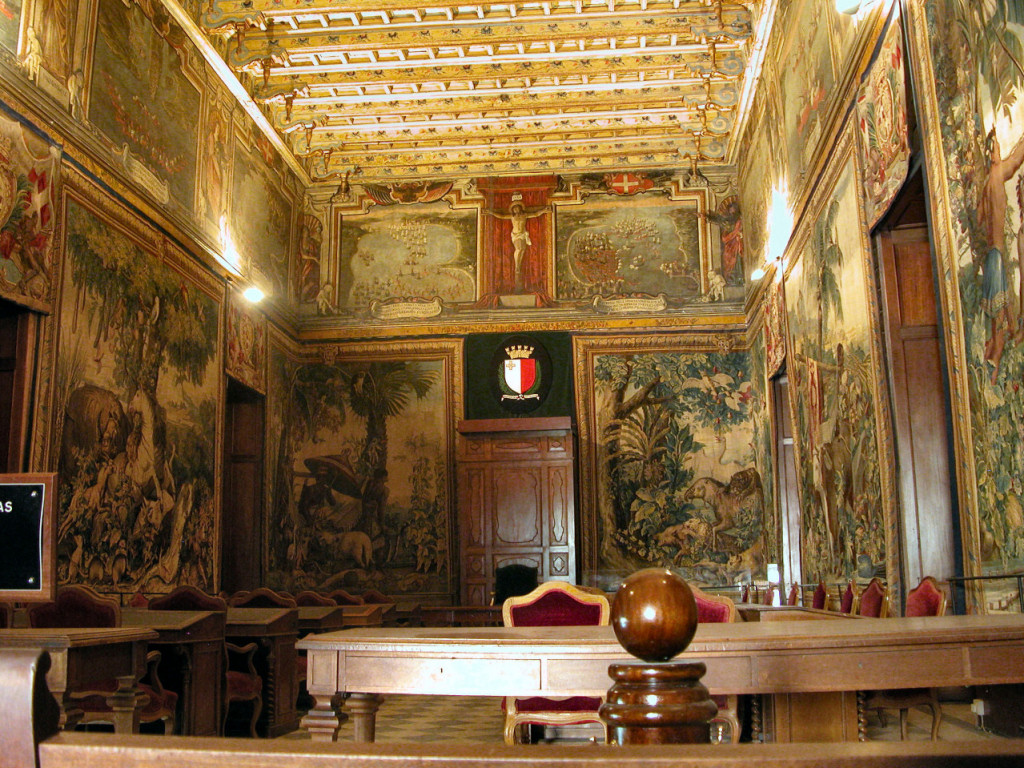
タピストリの間
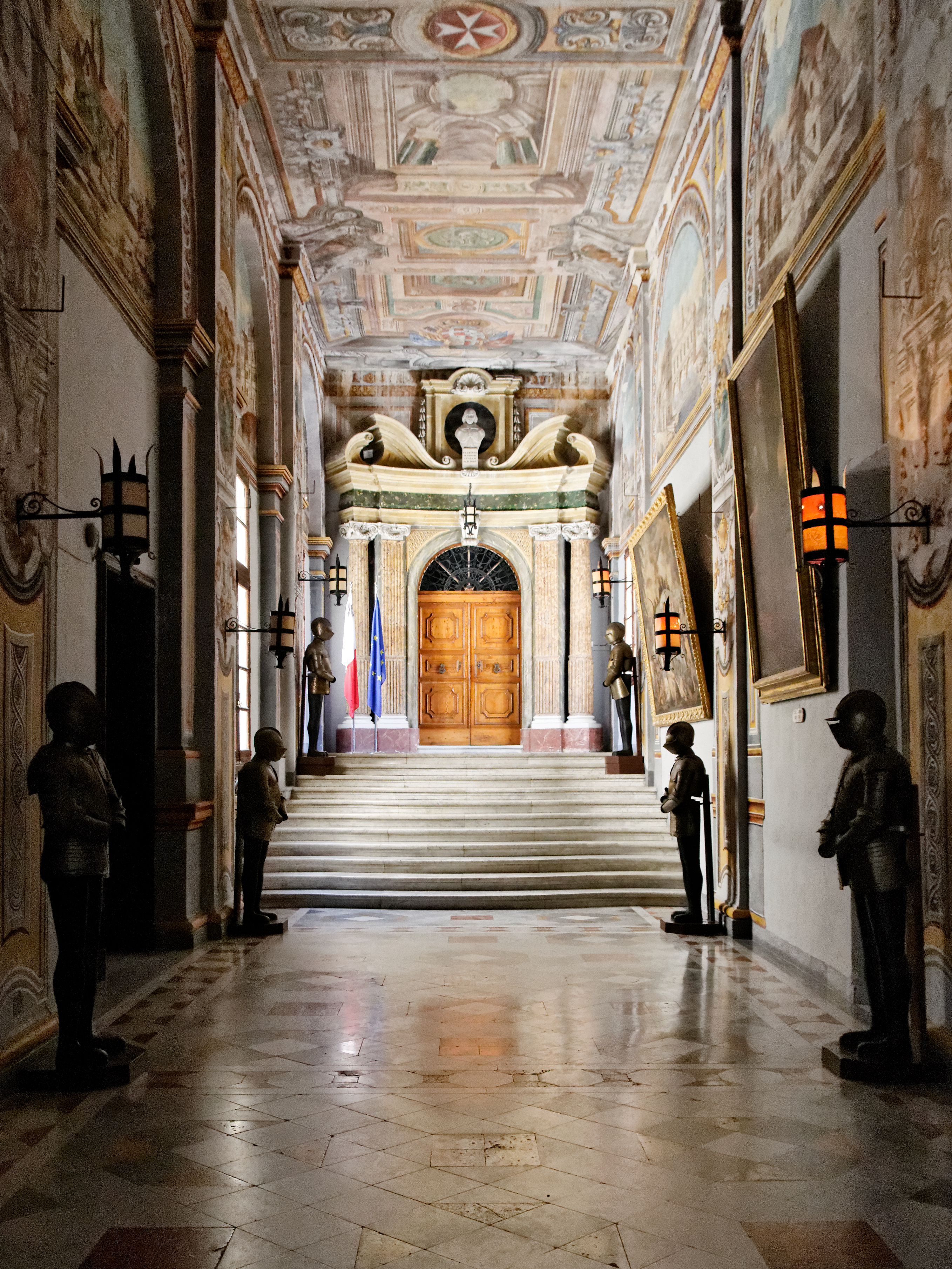
廊下